# هدایت لطفیان
هدایت‌الله لطفیان سرتیپ پاسدار فرماندهی انتظامی جمهوری اسلامی ایران است، که در فاصله سالهای ۱۳۷۵ تا ۱۳۷۹ به‌عنوان سومین فرمانده نیروی انتظامی جمهوری اسلامی ایران فعالیت می‌کرد.
لطفیان فعالیت نظامی را در خلال جنگ ایران و عراق از سپاه پاسداران انقلاب اسلامی آغاز کرد. وی از ۱۳۶۴ تا ۱۳۷۱ فرماندهی قرارگاه حمزه سیدالشهدا نیروی زمینی سپاه را برعهده داشت. او از ۱۳۷۹ تا ۱۳۸۱ معاون بازرسی ستاد کل نیروهای مسلح بود.

## سوابق
از ۹ تیر ۱۳۷۹ تا سال ۱۳۸۰ معاون بازرسی ستاد کل نیروهای مسلح بوده‌است.
وی در تاریخ ۲۷ بهمن ۱۳۷۵ با حکم سید علی خامنه‌ای در جایگاه فرمانده کل قوا به سمت فرماندهی نیروی انتظامی منصوب شد و به مدت ۴ سال در این جایگاه فعالیت نمود.
وی قبل از انتصاب به این سمت در مسئولیت‌های نظامی و انتظامی از جمله در قرارگاه حمزه سیدالشهداء فعالیت می‌کرد. وی از فرماندهان عالی‌رتبه سپاه پاسداران انقلاب اسلامی بود و آخرین سمت وی، معاون برنامه و بودجه ستاد کل سپاه پاسداران انقلاب اسلامی بود.
حمله به کوی دانشگاه تهران (۱۸ تیر ۱۳۷۸) در زمان تصدی لطفیان در جایگاه فرمانده نیروی انتظامی رخ داد و عزل وی و فرهاد نظری از جمله اصلی‌ترین خواسته‌های دانشجویان معترض، بعد از این وقوع این حادثه بود. شورای عالی امنیت ملی در گزارش خود، عملکرد نیروی انتظامی تهران بزرگ و فرمانده آن؛ فرهاد نظری را محکوم کرد. سرانجام با انتصاب محمدباقر قالیباف وی از مقام خود تودیع و به ستاد کل نیروهای مسلح منتقل شد .